# Pleurotomaria elderi
Pleurotomaria elderi is een fossiele slakkensoort uit de familie van de Pleurotomariidae. De wetenschappelijke naam van de soort is voor het eerst geldig gepubliceerd in 1908 door Girty.